# Seznam bosenských panovnic

Znak Bosenského království

Tento seznam manželek vládců Bosny zahrnuje manželky bosenských bánů, vévodů a králů v letech 1287-1463. Po roce 1463 bylo území Bosny pod nadvládou Osmanské říše a Uherského království.

## Středověké bosenské království (banát)
Bosenské království (banát) se sídlem ve Visoku, Bobovaci a v letech 1460-1463 v Jajci.

### Kotromanićové
| Obrázek                                                            | Erb                                                                | Jméno                                                              | Původ                                                                     | Rok narození                                                       | Sňatek                                                                                        | Začátek období (korunovace)                                                                   | Konec vlády                                                        | úmrtí                                                              | Manžel           |
| ------------------------------------------------------------------ | ------------------------------------------------------------------ | ------------------------------------------------------------------ | ------------------------------------------------------------------------- | ------------------------------------------------------------------ | --------------------------------------------------------------------------------------------- | --------------------------------------------------------------------------------------------- | ------------------------------------------------------------------ | ------------------------------------------------------------------ | ---------------- |
|                                                                    |                                                                    | Alžběta Nemanjićová manželka bána                                  | Štěpán Dragutin (Nemanjićové)                                             | kolem roku 1270                                                    | po roce 1283                                                                                  | 1287 manžel se stal bánem                                                                     | 1314 úmrtí manžela                                                 | 1331                                                               | Štěpán I.        |
| –                                                                  |                                                                    | Alžběta Kujavská manželka bána                                     | Kazimír III. Kujavský (Piastovci)                                         | 1302                                                               | 1323 / červen 1324                                                                            | 1323 / červen 1324                                                                            | po 22. srpnu 1345                                                  | po 22. srpnu 1345                                                  | Štěpán II.       |
| –                                                                  |                                                                    | Helena Šubićová královna matka                                     | Jiří Šubić, hrabě bribirský, klisský a splitský (Šubićové)                | kolem roku 1306                                                    | (matka Tvrtka I.)                                                                             | 26. října 1377 její syn se stal králem                                                        | po 10. dubnu 1378                                                  | po 10. dubnu 1378                                                  | Tvrtko I.        |
| –                                                                  |                                                                    | Dorota Šišmanová manželka bána a poté královna                     | Ivan Sracimir bulharský car (vidinský) (Šišmanové)                        | kolem roku 1355                                                    | 8. prosince 1374 sňatek 26. října 1377 její manžel králem 1377 korunovace, Mileševský klášter | 8. prosince 1374 sňatek 26. října 1377 její manžel králem 1377 korunovace, Mileševský klášter | po roce 1382 / před srpnem 1390                                    | po roce 1382 / před srpnem 1390                                    | Tvrtko I.        |
| –                                                                  |                                                                    | Helena Hrubá královna                                              | N. Nikolić (Nikolićové)                                                   | kolem roku 1345                                                    | ?                                                                                             | březen 1391 intronizace manžela                                                               | 7. září 1395 úmrtí manžela                                         | po 13. březnu 1399                                                 | Štěpán Dabiša    |
| Po smrti manžela se již neprovdala, v letech 1395–1398 bez manžela | Po smrti manžela se již neprovdala, v letech 1395–1398 bez manžela | Po smrti manžela se již neprovdala, v letech 1395–1398 bez manžela | Po smrti manžela se již neprovdala, v letech 1395–1398 bez manžela        | Po smrti manžela se již neprovdala, v letech 1395–1398 bez manžela | Po smrti manžela se již neprovdala, v letech 1395–1398 bez manžela                            | Po smrti manžela se již neprovdala, v letech 1395–1398 bez manžela                            | Po smrti manžela se již neprovdala, v letech 1395–1398 bez manžela | Po smrti manžela se již neprovdala, v letech 1395–1398 bez manžela | Gruba Helena     |
| –                                                                  |                                                                    | Kujava Bosenská královna                                           | Radin Jablanić (Jablanićové)                                              | kolem roku 1385                                                    | před 5. únorem 1399                                                                           | před 5. únorem 1399                                                                           | květen/duben 1404 abdikace manžela                                 | po 15. prosinci 1434                                               | Štěpán Ostoja    |
| Po abdikaci se již nevdala, v prvním období 1404–1409 bez manžela  | Po abdikaci se již nevdala, v prvním období 1404–1409 bez manžela  | Po abdikaci se již nevdala, v prvním období 1404–1409 bez manžela  | Po abdikaci se již nevdala, v prvním období 1404–1409 bez manžela         | Po abdikaci se již nevdala, v prvním období 1404–1409 bez manžela  | Po abdikaci se již nevdala, v prvním období 1404–1409 bez manžela                             | Po abdikaci se již nevdala, v prvním období 1404–1409 bez manžela                             | Po abdikaci se již nevdala, v prvním období 1404–1409 bez manžela  | Po abdikaci se již nevdala, v prvním období 1404–1409 bez manžela  | Tvrtko II.       |
| –                                                                  |                                                                    | Kujava Bosenská znovu královna                                     | Radin Jablanić (Jablanićové)                                              | kolem roku 1385                                                    | říjen 1409 její manžel opět králem                                                            | říjen 1409 její manžel opět králem                                                            | 1415 rozvod                                                        | po 15. prosinci 1434                                               | Štěpán Ostoja    |
| –                                                                  |                                                                    | Helena Nelipčićová královna                                        | Jan II. Nelipčić (též Nelipić János/Johannes Nelipcich) hrabě (Ivanićové) | kolem roku 1375                                                    | před říjnem 1416                                                                              | před říjnem 1416                                                                              | září 1418 úmrtí manžela                                            | březen 1422                                                        | Štěpán Ostoja    |
| Nevdala se, v době vlády v letech 1418–1420 bez manžela            | Nevdala se, v době vlády v letech 1418–1420 bez manžela            | Nevdala se, v době vlády v letech 1418–1420 bez manžela            | Nevdala se, v době vlády v letech 1418–1420 bez manžela                   | Nevdala se, v době vlády v letech 1418–1420 bez manžela            | Nevdala se, v době vlády v letech 1418–1420 bez manžela                                       | Nevdala se, v době vlády v letech 1418–1420 bez manžela                                       | Nevdala se, v době vlády v letech 1418–1420 bez manžela            | Nevdala se, v době vlády v letech 1418–1420 bez manžela            | Štěpán Ostoja    |
| –                                                                  |                                                                    | Dorota Gorjanská ? královna                                        | Jan Gorjanský temešský župan (Gorjanští)                                  | 1410                                                               | 9. dubna 1428 zasnoubení, pravděpodobně nenaplněné manželství                                 | 9. dubna 1428 zasnoubení, pravděpodobně nenaplněné manželství                                 | 1438                                                               | 1438                                                               | Tvrtko II. znovu |
| –                                                                  |                                                                    | Vojača Bosenská královna                                           | neznámý                                                                   | kolem roku 1417                                                    | ?                                                                                             | listopad 1443                                                                                 | květen 1445 rozvod                                                 | po roce 1445                                                       | Štěpán Tomáš     |
|                                                                    |                                                                    | Kateřina Vukčićová královna                                        | Štěpán Vukčić (Kosačové)                                                  | 1424                                                               | 26. května 1446                                                                               | 26. května 1446                                                                               | 10. července 1461 úmrtí manžela                                    | 1478. října 25.                                                    | Štěpán Tomáš     |
| –                                                                  |                                                                    | Marie Srbská královna                                              | Lazar II. Branković (Brankovićové)                                        | ?                                                                  | 1. dubna 1459, Smederevo                                                                      | 10. července 1461 intronizace manžela                                                         | 5. června 1463 poprava manžela                                     | 1498/9                                                             | Štěpán Tomašević |
| Obrázek                                                            | Erb                                                                | Jméno                                                              | Původ                                                                     | Rok narození                                                       | Sňatek                                                                                        | Začátek období (korunovace)                                                                   | Konec vlády                                                        | úmrtí                                                              | Manžel           |

## Obnova Bosenského království
V severní Bosně bylo pod maďarskou nadvládou v letech 1471–1477 obnoveno Bosenské království se sídlem v Jajci.

### Iločtí(Újlakiové)
| Obrázek | Erb | Jméno                     | Původ                         | Rok narození | Rok sňatku      | Začátek vlády (korunovace)                | Konec vlády                         | Rok úmrtí    | Děti                             | Manžel         |
| ------- | --- | ------------------------- | ----------------------------- | ------------ | --------------- | ----------------------------------------- | ----------------------------------- | ------------ | -------------------------------- | -------------- |
| -       |     | Dorota Széchyová královna | Jan Széchystolník (Széchyové) | ?            | Před rokem 1459 | Před zářím 1471 její manžel usedl na trůn | Duben / listopad 1477 úmrtí manžela | Po roce 1495 | 1. Jan Ilocký 2. Vavřinec Ilocký | Mikuláš Ilocký |
| Obrázek | Erb | Jméno                     | Původ                         | Rok narození | Rok sňatku      | Začátek vlády (korunovace)                | Konec vlády                         | Rok úmrtí    | Děti                             | Manžel         |

## Titulární královny

### Hunyadiové
| Obrázek | Erb | Jméno                                   | Původ                                                      | Rok narození | Rok sňatku                    | Začátek vlády (korunovace)    | Konec vlády                 | Rok úmrtí          | Děti | Manžel     |
| ------- | --- | --------------------------------------- | ---------------------------------------------------------- | ------------ | ----------------------------- | ----------------------------- | --------------------------- | ------------------ | --- | ---------- |
|         |     | Beatrix Frankopanová titulární královna | Bernard Frankopan, hrabě z Veglia a Modruše (Frankopanové) | 1480         | okolo 10. března 1496, Modruš | okolo 10. března 1496, Modruš | 4. října 1504 úmrtí manžela | Do 27. března 1510 | Z prvního manželství : 1. Alžběta Korvínová 2. Kryštof Korvín 3. Matyáš Korvín Z druhého manželství : 4. Brandenburg N. (dítě) | Jan Korvín |
| Obrázek | Erb | Jméno                                   | Původ                                                      | Rok narození | Rok sňatku                    | Začátek vlády (korunovace)    | Konec vlády                 | Rok úmrtí          | Děti | Manžel     |